# Václav Maňas ml.
Václav Maňas (* 31. prosince 1942 Sehradice u Zlína) je český skladatel, pedagog a hudebník.
Na kroměřížské konzervatoři se učil hrát na klarinet. Dále se stal učitelem hudby ve Valašských Kloboukách a následně působil jako saxofonista a klarinetista v orchestru Československé televize Václava Zahradníka v Praze. Od roku 1980 doposud vyučuje na hudebních školách v Napajedlích a ve Zlíně. Je synem Václava Maňase (staršího).